# Artesia welbourni
Artesia welbourni is een vlokreeftensoort uit de familie van de Artesiidae. De wetenschappelijke naam van de soort is voor het eerst geldig gepubliceerd in 1992 door Holsinger.